# アイコトバ (アイナ・ジ・エンドの曲)
「アイコトバ」は、日本の歌手であるアイナ・ジ・エンドの楽曲。2023年10月27日にavex traxから配信限定シングルとして発売された。作詞作曲を石崎ひゅーいが手がけた本作は、日本テレビ系アニメ『薬屋のひとりごと』のエンディングテーマとして使用された。オリコン週間デジタルシングル（単曲）ランキングとBillboard Japan Download Songsでは最高位20位を記録した。
ABEMA TIMESは、アニメ『薬屋のひとりごと』の特集記事で、本作を切なくも壮大さと迫力のあるバラードと説明している。

## 背景・リリース
2023年10月4日、22日から放送が開始される日本テレビ系アニメ『薬屋のひとりごと』のエンディングテーマが「アイコトバ」に決定したことが発表された。エンディングテーマのオファーを受け、アイナは自身の尊敬するアーティストでありまっすぐな言葉を描ける石崎と制作したいと考え、石崎に声をかけた。出来上がった楽曲についてアイナは自分で書いたのかなと思う程歌詞に私の心情も滲んでいます。そして、"薬屋のひとりごと"で登場人物の揺れ動く波動と、とても共鳴できた気がしますとコメントした。楽曲は、石崎によって「少女の成長」をテーマに書き下ろされた。
10月27日に配信限定シングルとして発売された。配信ジャケットはイラストレーターのmokaが手がけた。配信ジャケットは、アイナが曲を聴いてほんとに甘酸っぱくて愛の詰まった、これは処方箋だ！と思ったことから、処方箋のイラストとなっている。
2024年8月10日にはYouTube上にて石崎ひゅーい自身が当時最新のコンサートツアーにて歌うセルフカバーバージョンの映像が配信された。

## プロモーション
2023年11月13日に『薬屋のひとりごと』のアニメ映像を使用したミュージック・ビデオが公開された。
2023年11月2日に放送された日本テレビ系『DayDay.』内のコーナー「boom boom!」でテレビ初披露となり、11月15日に放送されたテレビ東京系『テレ東60祭！ミュージックフェスティバル2023』でも披露された。また、11月28日に自身の公式YouTubeチャンネルでプレミア公開したスタジオライブ映像『AiNA THE END - Room Session - "冬眠のない部屋"』では、バンドメンバーの西田修大（ギター）、大井一彌（ドラム）、なかむらしょーこ（ベース）とともに特別バージョンで披露した。

## クレジット
- アイナ・ジ・エンド – ボーカル
- 石崎ひゅーい – 作詞・作曲[2]
- Tomi Yo – 編曲[11]

## チャート成績
| チャート (2023年)                      | 最高位 |
| -------------------------------------- | ------ |
| 日本 (オリコンデジタルシングル)        | 20     |
| Japan Download Songs (Billboard JAPAN) | 20     |